# 6216 San Jose
6216 San Jose là một tiểu hành tinh vành đai chính. Nó quay quanh Mặt trời mỗi 4,57 năm. Hành tinh dạng nhỏ được phát hiện ngày 30 tháng 9 năm 1975 bởi S. J. Bus ở Đài thiên văn Palomar và được đặt the tên chỉ định 1975 SJ. Năm 1998, nó được đổi tên thành San Jose theo tên thành phố San Jose, California, Hoa Kỳ, nơi có đài thiên văn Lick.